# Christisonia keralensis
Christisonia keralensis är en snyltrotsväxtart som beskrevs av N.A.E. Reddy. Christisonia keralensis ingår i släktet Christisonia och familjen snyltrotsväxter. Inga underarter finns listade i Catalogue of Life.